# 皮爾西 (阿肯色州)
皮爾西（英語：Pearcy）是位於美國阿肯色州加蘭縣的一個非建制地區。該地的面積和人口皆未知。

## 地理
皮爾西的座標為34°35′43″N 93°17′24″W / 34.59528°N 93.29000°W，而該地的平均海拔高度為184米（即604英尺）。